# Chloe Dalton
Chloe Elysha Dalton (Singapore, 11 juli 1993) is een Australisch rugbyspeler.

## Carrière
Dalton won met de ploeg van Australië tijdens de Olympische Zomerspelen 2016 de Olympische gouden medaille. Dalton maakte tijdens dit toernooi in totaal twee try’s. Dalton was de vaste nemer van de conversie’s en schoot twaalfmaal raak.

## Erelijst

### Rugby Seven
- Olympische Zomerspelen:  2016